# Elżbieta Oettingen
Elżbieta Oettingen (zm. 3 kwietnia 1409 w Wiedniu) – margrabina morawska.
Elżbieta była córką hrabiego Albrechta Oettingen. W 1366 lub 1367 poślubiła margrabiego morawskiego Jana Henryka Luksemburskiego. Małżonkowie byli ze sobą spokrewnieni w czwartym stopniu. Papież Urban V udzielił dyspensy od tej przeszkody 15 sierpnia 1367. Elżbieta była ostatnią (czwartą lub piątą) żoną Jana Henryka. Małżeństwo okazało się bezdzietne.
Dwa swoje dzieła ofiarował Elżbiecie Jan ze Środy. Jednym z nich był przekład Żywota św. Hieronima.